# Тауэ, Томихиса
Томихиса Тауэ (яп. 田上 富久 Тауэ Томихиса, род. 10 сентября 1956, Гото) — японский политик, мэр города Нагасаки с 2007 по 2023 год.

## Биография
Тауэ получил юридическое образование в Университете Кюсю.
В 1980 году он начал работать в правительстве города Нагасаки. В 2002 году Тауэ стал замглавы отдела по туризму, а в 2004 году он возглавил отдел статистики.
В единый день местных выборов 22 апреля 2007 года Тауэ был избран мэром Нагасаки, что произошло спустя несколько дней после убийства предыдущего главы города Иттё Ито. Тауэ переизбирался на выборах 2011, 2015 и 2019 годов.
В 2007 году, уже после избрания, Тауэ раскритиковал министра обороны страны Фумио Кюму за его слова об атомных бомбардировках Хиросимы и Нагасаки 1945 года.
25 апреля 2023 года Тауэ уступил пост мэра Нагасаки Сиро Судзуки, победившему на местных выборах 23 апреля. Тауэ возглавлял город четыре срока подряд, ко времени выборов решил уйти из политики и называл Судзуки своим преемником.
Тауэ является вице-президентом организации «Мэры за мир». Активный борец за ликвидацию ядерного оружия, он не менее 21 раза выезжал за границу для участия в совещаниях, посвящённых ядерному разоружению. Вступление в силу Договора о запрещении ядерного оружия в 2021 году Тауэ назвал «историческим событием».